# ردندرة دوكلوكسية
ردندرة دوكلوكسية (الاسم العلمي:Rhododendron duclouxii) هي نوع من النباتات تتبع جنس الردندرة من الفصيلة الخلنجية.